# توکسین
توکسین (به انگلیسی: Toxin) ماده‌ای خطرناک است که درون سلول‌های زنده یا جانداران تولید می‌گردد بنابراین در این تعریف، زیست‌کش‌های ایجادشده توسط فرآیندهای مصنوعی مستثنی شده‌اند. این عبارت، نخستین بار توسط شیمی‌دان آلی، لودویگ بریگر (۱۸۴۹–۱۹۱۹)، ابداع شد که از واژه تاکسیک (Toxic) مشتق شده است.

## مسمومیت با سم توکسین
در صورتی که فردی به وسیلهٔ سم توکسین مسموم شود فرد، مبتلا به دید دوتایی و فلج کلی بدن و اعضا شده و در نتیجهٔ فلج شدن شش‌ها بیماری در نهایت منجر به مرگ فرد می‌شود. (این گونه سم در قوطی کنسروهای فاسد شده که علامت آن برآمده شدن آن است یافت می‌شود که در اثر تولید گاز به وسیلهٔ باکتری‌های درون قوطی تشکیل می‌شود)